# 2007-es ATP-szezon
Az alábbi táblázat a 2007-es ATP-tornák eredményeit foglalja össze.

## Naptár

### Január
| Időpont    | Torna | Győztes                                   | Ellenfél a döntőben        | Elődöntősök                              | Negyeddöntősök                                                        |
| ---------- | --- | ----------------------------------------- | -------------------------- | ---------------------------------------- | --------------------------------------------------------------------- |
| január 1.  | Qatar ExxonMobil Open Doha, Katar International Series $1,000,000                                                     | Ivan Ljubičić 6-4, 6-4                    | Andy Murray                | Nyikolaj Davigyenko Robin Söderling      | Mihail Juzsnij Márkosz Pagdatísz Makszim Mirni Olivier Rochus         |
| január 1.  | Qatar ExxonMobil Open Doha, Katar International Series $1,000,000                                                     | Juzsnij / Zimonjić 6-1, 7-6(3)            | Damm / Pedzs               | Nyikolaj Davigyenko Robin Söderling      | Mihail Juzsnij Márkosz Pagdatísz Makszim Mirni Olivier Rochus         |
| január 1.  | Next Generation Adelaide International Adelaide, Ausztrália International Series $436,000                             | Novak Đoković 6-3, 6-7(6), 6-4            | Chris Guccione             | Joachim Johansson Juan Martín del Potro  | Paul Goldstein Igor Kunyicin Vincent Spadea Richard Gasquet           |
| január 1.  | Next Generation Adelaide International Adelaide, Ausztrália International Series $436,000                             | Moodie / Perry 6-4, 3-6, 15-13            | Đoković / Štěpánek         | Joachim Johansson Juan Martín del Potro  | Paul Goldstein Igor Kunyicin Vincent Spadea Richard Gasquet           |
| január 1.  | Chennai Open Chennai, India International Series $416,000                                                             | Xavier Malisse 6-1, 6-3                   | Stefan Koubek              | Rafael Nadal Carlos Moyà                 | Ivo Karlović Fabrice Santoro Davide Sanguinetti Julien Benneteau      |
| január 1.  | Chennai Open Chennai, India International Series $416,000                                                             | Malisse / Norman 7-6(4), 7-6(4)           | Nadal / Salvà              | Rafael Nadal Carlos Moyà                 | Ivo Karlović Fabrice Santoro Davide Sanguinetti Julien Benneteau      |
| január 8.  | Medibank International Sydney, Ausztrália International Series $436,000                                               | James Blake 6-3, 5-7, 6-1                 | Carlos Moyà                | Jürgen Melzer Richard Gasquet            | Tomáš Berdych Jevgenyij Koroljov Márkosz Pagdatísz Paul-Henri Mathieu |
| január 8.  | Medibank International Sydney, Ausztrália International Series $436,000                                               | Hanley / Ullyett 6-4, 6-7(3), 10-6        | Knowles / Nestor           | Jürgen Melzer Richard Gasquet            | Tomáš Berdych Jevgenyij Koroljov Márkosz Pagdatísz Paul-Henri Mathieu |
| január 8.  | Heineken Open Auckland, Új-Zéland International Series $416,000                                                       | David Ferrer 6-4, 6-2                     | Tommy Robredo              | Agustín Calleri Mardy Fish               | Philipp Kohlschreiber Juan Mónaco Kristof Vliegen Juan Ignacio Chela  |
| január 8.  | Heineken Open Auckland, Új-Zéland International Series $416,000                                                       | Coetzee / Wassen 6-7(9), 6-3, 10-2        | Aspelin / Haggard          | Agustín Calleri Mardy Fish               | Philipp Kohlschreiber Juan Mónaco Kristof Vliegen Juan Ignacio Chela  |
| január 15. | Australian Open Melbourne, Ausztrália Grand Slam $7,297,500                                                           | Roger Federer 7-6(2), 6-4, 6-4            | Fernando González          | Andy Roddick Tommy Haas                  | Tommy Robredo Mardy Fish Nyikolaj Davigyenko Rafael Nadal             |
| január 15. | Australian Open Melbourne, Ausztrália Grand Slam $7,297,500                                                           | B. Bryan / M. Bryan 7-5, 7-5              | Björkman / Mirni           | Andy Roddick Tommy Haas                  | Tommy Robredo Mardy Fish Nyikolaj Davigyenko Rafael Nadal             |
| január 15. | Australian Open Melbourne, Ausztrália Grand Slam $7,297,500                                                           | Vegyes páros: Nestor / Lihovceva 6-4, 6-4 | Mirni / Azarenka           | Andy Roddick Tommy Haas                  | Tommy Robredo Mardy Fish Nyikolaj Davigyenko Rafael Nadal             |
| január 29. | Movistar Open Viña del Mar, Chile International Series $448,000                                                       | Luis Horna 7-5, 6-3                       | Nicolás Massú              | Álbert Montañés Martín Vassallo Argüello | Igor Andrejev Carlos Berlocq Fernando González Sergio Roitman         |
| január 29. | Movistar Open Viña del Mar, Chile International Series $448,000                                                       | Capdeville / Hernández 4-6, 6-4, 10-6     | Montañés / Ramírez Hidalgo | Álbert Montañés Martín Vassallo Argüello | Igor Andrejev Carlos Berlocq Fernando González Sergio Roitman         |
| január 29. | PBZ Zagreb Indoors Zágráb, Horvátország International Series $416,000                                                 | Márkosz Pagdatísz 7-6(4), 4-6, 6-4        | Ivan Ljubičić              | Alexander Peya Mihail Juzsnij            | Arnaud Clément Marc Gicquel Thomas Johansson Michael Llodra           |
| január 29. | PBZ Zagreb Indoors Zágráb, Horvátország International Series $416,000                                                 | Kohlmann / Waske 7-6(5), 4-6, 10-5        | Čermák / Levinský          | Alexander Peya Mihail Juzsnij            | Arnaud Clément Marc Gicquel Thomas Johansson Michael Llodra           |
| január 29. | Delray Beach International Tennis Championships Delray Beach, Amerikai Egyesült Államok International Series $416,000 | Xavier Malisse 5-7, 6-4, 6-4              | James Blake                | Benjamin Becker Vincent Spadea           | Tommy Haas Guillermo García López Florian Mayer Davide Sanguinetti    |
| január 29. | Delray Beach International Tennis Championships Delray Beach, Amerikai Egyesült Államok International Series $416,000 | Armando / Malisse 6-3, 6-7(4), 10-5       | Auckland / Huss            | Benjamin Becker Vincent Spadea           | Tommy Haas Guillermo García López Florian Mayer Davide Sanguinetti    |

### Február
| Időpont     | Torna | Győztes                              | Ellenfél a döntőben        | Elődöntősök                         | Negyeddöntősök                                                 |
| ----------- | --- | ------------------------------------ | -------------------------- | ----------------------------------- | -------------------------------------------------------------- |
| február 12. | Open 13 Marseille, Franciaország International Series $600,000                                            | Gilles Simon 6-4, 7-6(3)             | Márkosz Pagdatísz          | Robin Söderling Jarkko Nieminen     | Richard Gasquet Jonas Björkman Mihail Juzsnij Julien Benneteau |
| február 12. | Open 13 Marseille, Franciaország International Series $600,000                                            | Clément / Llodra 7-5, 4-6, 10-8      | Knowles / Nestor           | Robin Söderling Jarkko Nieminen     | Richard Gasquet Jonas Björkman Mihail Juzsnij Julien Benneteau |
| február 12. | Brasil Open Costa do Sauípe, Brazília International Series $456,000                                       | Guillermo Cañas 7-6(4), 6-2          | Juan Carlos Ferrero        | Flavio Saretta Juan Ignacio Chela   | Potito Starace Nicolás Almagro Juan Mónaco Agustín Calleri     |
| február 12. | Brasil Open Costa do Sauípe, Brazília International Series $456,000                                       | Dlouhý / Vízner 6-2, 7-6(4)          | Montañés / Ramírez Hidalgo | Flavio Saretta Juan Ignacio Chela   | Potito Starace Nicolás Almagro Juan Mónaco Agustín Calleri     |
| február 12. | SAP Open San José, Amerikai Egyesült Államok International Series $416,000                                | Andy Murray 6-7(3), 6-4, 7-6(2)      | Ivo Karlović               | Andy Roddick Benjamin Becker        | Vincent Spadea Lee Hyung-Taik Marat Szafin Mardy Fish          |
| február 12. | SAP Open San José, Amerikai Egyesült Államok International Series $416,000                                | Butorac / J. Murray 7-5, 7-6(6)      | Haggard / Schüttler        | Andy Roddick Benjamin Becker        | Vincent Spadea Lee Hyung-Taik Marat Szafin Mardy Fish          |
| február 19. | ABN AMRO World Tennis Tournament Rotterdam, Hollandia International Series Gold $925,000                  | Mihail Juzsnij 6-2, 6-4              | Ivan Ljubičić              | Nyikolaj Davigyenko Novak Đoković   | Philipp Kohlschreiber Florian Mayer David Ferrer Tommy Robredo |
| február 19. | ABN AMRO World Tennis Tournament Rotterdam, Hollandia International Series Gold $925,000                  | Damm / Pedzs 6-3, 6-7(5), 10-8       | Pavel / Waske              | Nyikolaj Davigyenko Novak Đoković   | Philipp Kohlschreiber Florian Mayer David Ferrer Tommy Robredo |
| február 19. | Regions Morgan Keegan Championships Memphis, Amerikai Egyesült Államok International Series Gold $757,000 | Tommy Haas 6-3, 6-2                  | Andy Roddick               | Andy Murray Mardy Fish              | Lu Yen-hsun Stefan Koubek Tejmuraz Gabasvili Sam Querrey       |
| február 19. | Regions Morgan Keegan Championships Memphis, Amerikai Egyesült Államok International Series Gold $757,000 | Butorac / J. Murray 7-5, 6-3         | Knowle / Melzer            | Andy Murray Mardy Fish              | Lu Yen-hsun Stefan Koubek Tejmuraz Gabasvili Sam Querrey       |
| február 19. | Copa Telmex Buenos Aires, Argentína International Series $445,000                                         | Juan Mónaco 6-1, 6-2                 | Alessio di Mauro           | Nicolás Almagro Diego Hartfield     | Luis Horna Juan Ignacio Chela Álbert Montañés Nicolas Devilder |
| február 19. | Copa Telmex Buenos Aires, Argentína International Series $445,000                                         | García / Prieto 6-4, 6-2             | Montañés / Ramírez Hidalgo | Nicolás Almagro Diego Hartfield     | Luis Horna Juan Ignacio Chela Álbert Montañés Nicolas Devilder |
| február 26. | Dubai Open Dubaj, EAE International Series Gold $1,426,250                                                | Roger Federer 6-4, 6-3               | Mihail Juzsnij             | Tommy Haas Robin Söderling          | Novak Đoković Olivier Rochus Fabrice Santoro Rafael Nadal      |
| február 26. | Dubai Open Dubaj, EAE International Series Gold $1,426,250                                                | Santoro / Zimonjić 7-5, 6-7(3), 10-7 | Bhupathi / Štěpánek        | Tommy Haas Robin Söderling          | Novak Đoković Olivier Rochus Fabrice Santoro Rafael Nadal      |
| február 26. | Abierto Mexicano Telcel Acapulco, Mexikó International Series Gold $757,000                               | Juan Ignacio Chela 6-3, 7-6(2)       | Carlos Moyà                | Juan Carlos Ferrero Agustín Calleri | Gastón Gaudio Nicolás Almagro Nicolas Massú José Acasuso       |
| február 26. | Abierto Mexicano Telcel Acapulco, Mexikó International Series Gold $757,000                               | Starace / Vassallo Argüello 6-0, 6-2 | Dlouhý / Vízner            | Juan Carlos Ferrero Agustín Calleri | Gastón Gaudio Nicolás Almagro Nicolas Massú José Acasuso       |
| február 26. | Tennis Channel Open Las Vegas, Amerikai Egyesült Államok International Series $416,000                    | Lleyton Hewitt 6-4, 7-6(10)          | Jürgen Melzer              | Jevgenyij Koroljov Marat Szafin     | Sam Querrey Jan Hernych Fernando Verdasco Feliciano López      |
| február 26. | Tennis Channel Open Las Vegas, Amerikai Egyesült Államok International Series $416,000                    | B. Bryan / M. Bryan 7-6(6), 6-2      | Erlich / Ram               | Jevgenyij Koroljov Marat Szafin     | Sam Querrey Jan Hernych Fernando Verdasco Feliciano López      |

### Március
| Időpont     | Torna                                                                                  | Győztes                               | Ellenfél a döntőben | Elődöntősök               | Negyeddöntősök                                             |
| ----------- | -------------------------------------------------------------------------------------- | ------------------------------------- | ------------------- | ------------------------- | ---------------------------------------------------------- |
| március 5.  | Indian Wells Masters Indian Wells, Amerikai Egyesült Államok Masters Series $3,285,000 | Rafael Nadal 6-2, 7-5                 | Novak Đoković       | Andy Murray Andy Roddick  | David Ferrer Tommy Haas Ivan Ljubičić Juan Ignacio Chela   |
| március 5.  | Indian Wells Masters Indian Wells, Amerikai Egyesült Államok Masters Series $3,285,000 | Damm / Pedzs 6-4, 6-4                 | Erlich / Ram        | Andy Murray Andy Roddick  | David Ferrer Tommy Haas Ivan Ljubičić Juan Ignacio Chela   |
| március 19. | Miami Masters Miami, Amerikai Egyesült Államok Masters Series $3,285,000               | Novak Đoković 6-3, 6-2, 6-4           | Guillermo Cañas     | Andy Murray Ivan Ljubičić | Tommy Robredo Juan Ignacio Chela Andy Roddick Rafael Nadal |
| március 19. | Miami Masters Miami, Amerikai Egyesült Államok Masters Series $3,285,000               | B. Bryan / M. Bryan 7-6(7), 3-6, 10-7 | Damm / Pedzs        | Andy Murray Ivan Ljubičić | Tommy Robredo Juan Ignacio Chela Andy Roddick Rafael Nadal |

### Április
| Időpont     | Torna                                                                                                | Győztes                             | Ellenfél a döntőben | Elődöntősök                          | Negyeddöntősök                                                             |
| ----------- | --- | ----------------------------------- | ------------------- | ------------------------------------ | -------------------------------------------------------------------------- |
| április 9.  | Open de Tenis Comunidad Valenciana Valencia, Spanyolország International Series $416,000             | Nicolás Almagro 4-6, 6-2, 6-1       | Potito Starace      | Iván Navarro Pastor Santiago Ventura | Jevgenyij Koroljov Marcel Granollers-Pujol Filippo Volandri Alberto Martín |
| április 9.  | Open de Tenis Comunidad Valenciana Valencia, Spanyolország International Series $416,000             | Moodie / Perry 7-5, 7-5             | Allegro / Prieto    | Iván Navarro Pastor Santiago Ventura | Jevgenyij Koroljov Marcel Granollers-Pujol Filippo Volandri Alberto Martín |
| április 9.  | U.S. Men's Clay Court Championships Houston, Amerikai Egyesült Államok International Series $416,000 | Ivo Karlović 6-4, 6-1               | Mariano Zabaleta    | Álbert Montañés James Blake          | Vincent Spadea Tommy Haas Jürgen Melzer Juan Mónaco                        |
| április 9.  | U.S. Men's Clay Court Championships Houston, Amerikai Egyesült Államok International Series $416,000 | B. Bryan / M. Bryan 7-6(3), 6-4     | Knowles / Nestor    | Álbert Montañés James Blake          | Vincent Spadea Tommy Haas Jürgen Melzer Juan Mónaco                        |
| április 16. | Monte Carlo Masters Monte Carlo, Monaco Masters Series $2,450,000                                    | Rafael Nadal 6-4, 6-4               | Roger Federer       | Juan Carlos Ferrero Tomáš Berdych    | David Ferrer Richard Gasquet Robin Söderling Philipp Kohlschreiber         |
| április 16. | Monte Carlo Masters Monte Carlo, Monaco Masters Series $2,450,000                                    | B. Bryan / M. Bryan 6-2, 6-1        | Benneteau / Gasquet | Juan Carlos Ferrero Tomáš Berdych    | David Ferrer Richard Gasquet Robin Söderling Philipp Kohlschreiber         |
| április 23. | Open SEAT Barcelona, Spanyolország International Series Gold $1,000,000                              | Rafael Nadal 6-3, 6-4               | Guillermo Cañas     | David Ferrer Agustín Calleri         | Potito Starace David Nalbandian Óscar Hernández Nyikolaj Davigyenko        |
| április 23. | Open SEAT Barcelona, Spanyolország International Series Gold $1,000,000                              | Pavel / Waske 6-3, 7-6(1)           | Nadal / Salvà       | David Ferrer Agustín Calleri         | Potito Starace David Nalbandian Óscar Hernández Nyikolaj Davigyenko        |
| április 23. | Grand Prix Hassan II Casablanca, Marokkó International Series $416,000                               | Paul-Henri Mathieu 6-1, 6-1         | Álbert Montañés     | Rubén Ramírez Hidalgo Marc Gicquel   | Dominik Hrbatý Sébastien Grosjean Julien Benneteau José Acasuso            |
| április 23. | Grand Prix Hassan II Casablanca, Marokkó International Series $416,000                               | Kerr / Škoch 7-6(4), 1-6, 10-4      | Kubot / Marach      | Rubén Ramírez Hidalgo Marc Gicquel   | Dominik Hrbatý Sébastien Grosjean Julien Benneteau José Acasuso            |
| április 30. | Estoril Open Estoril, Portugália International Series $625,000                                       | Novak Đoković 7-6(7), 0-6, 6-1      | Richard Gasquet     | Paul-Henri Mathieu Tommy Robredo     | Vincent Spadea Juan Mónaco Guillermo García López Agustín Calleri          |
| április 30. | Estoril Open Estoril, Portugália International Series $625,000                                       | Melo / Sá 3-6, 6-2, 10-6            | García / Prieto     | Paul-Henri Mathieu Tommy Robredo     | Vincent Spadea Juan Mónaco Guillermo García López Agustín Calleri          |
| április 30. | BMW Open München, Németország International Series $416,000                                          | Philipp Kohlschreiber 2-6, 6-3, 6-4 | Mihail Juzsnij      | Márkosz Pagdatísz Tomáš Berdych      | Sébastien Grosjean Alexander Waske Jürgen Melzer Nicolas Devilder          |
| április 30. | BMW Open München, Németország International Series $416,000                                          | Kohlschreiber / Juzsnij 6-1, 6-4    | Hájek / Levinský    | Márkosz Pagdatísz Tomáš Berdych      | Sébastien Grosjean Alexander Waske Jürgen Melzer Nicolas Devilder          |

### Május
| Időpont   | Torna                                                                              | Győztes                              | Ellenfél a döntőben  | Elődöntősök                          | Negyeddöntősök                                                   |
| --------- | ---------------------------------------------------------------------------------- | ------------------------------------ | -------------------- | ------------------------------------ | ---------------------------------------------------------------- |
| május 7.  | Rome Masters Róma, Olaszország Masters Series $2,450,000                           | Rafael Nadal 6-2, 6-2                | Fernando González    | Filippo Volandri Nyikolaj Davigyenko | Tomáš Berdych Juan Ignacio Chela Tommy Robredo Novak Đoković     |
| május 7.  | Rome Masters Róma, Olaszország Masters Series $2,450,000                           | Santoro / Zimonjić 6-4, 6-7(4), 10-7 | B. Bryan / M. Bryan  | Filippo Volandri Nyikolaj Davigyenko | Tomáš Berdych Juan Ignacio Chela Tommy Robredo Novak Đoković     |
| május 14. | Hamburg Masters Hamburg, Németország Masters Series $2,450,000                     | Roger Federer 2-6, 6-2, 6-0          | Rafael Nadal         | Carlos Moyà Lleyton Hewitt           | David Ferrer Novak Đoković Nicolás Almagro Fernando González     |
| május 14. | Hamburg Masters Hamburg, Németország Masters Series $2,450,000                     | B. Bryan / M. Bryan 6-3, 6-4         | Hanley / Ullyett     | Carlos Moyà Lleyton Hewitt           | David Ferrer Novak Đoković Nicolás Almagro Fernando González     |
| május 20. | Hypo Group Tennis International Pörtschach, Ausztria International Series $416,000 | Juan Mónaco 7-6(3), 6-0              | Gaël Monfils         | Luis Horna Lleyton Hewitt            | Nyikolaj Davigyenko Álbert Montañés Diego Hartfield Andy Roddick |
| május 20. | Hypo Group Tennis International Pörtschach, Ausztria International Series $416,000 | Aspelin / Knowle 7-6(6), 5-7, 10-5   | Friedl / Škoch       | Luis Horna Lleyton Hewitt            | Nyikolaj Davigyenko Álbert Montañés Diego Hartfield Andy Roddick |
| május 20. | World Team Cup Düsseldorf, Németország Csapat-világkupa $1,764,700                 | Argentína · 2-1                      | Csehország           | Spanyolország · Chile                | Németország · Belgium · Svédország · Egyesült Államok            |
| május 27. | Roland Garros Párizs, Franciaország Grand Slam €6,947,960                          | Rafael Nadal 6-3, 4-6, 6-3, 6-4      | Roger Federer        | Nyikolaj Davigyenko Novak Đoković    | Tommy Robredo Guillermo Cañas Igor Andrejev Carlos Moyà          |
| május 27. | Roland Garros Párizs, Franciaország Grand Slam €6,947,960                          | Knowles / Nestor 2-6, 6-3, 6-4       | Dlouhý / Vízner      | Nyikolaj Davigyenko Novak Đoković    | Tommy Robredo Guillermo Cañas Igor Andrejev Carlos Moyà          |
| május 27. | Roland Garros Párizs, Franciaország Grand Slam €6,947,960                          | Vegyes páros: Ram / Dechy 7-5, 6-3   | Zimonjić / Srebotnik | Nyikolaj Davigyenko Novak Đoković    | Tommy Robredo Guillermo Cañas Igor Andrejev Carlos Moyà          |

### Június
| Időpont    | Torna                                                                               | Győztes                                          | Ellenfél a döntőben | Elődöntősök                           | Negyeddöntősök                                                                  |
| ---------- | ----------------------------------------------------------------------------------- | ------------------------------------------------ | ------------------- | ------------------------------------- | ------------------------------------------------------------------------------- |
| június 11. | Gerry Weber Open Halle, Németország International Series $800,000                   | Tomáš Berdych 7-5, 6-4                           | Márkosz Pagdatísz   | Jarkko Nieminen Philipp Kohlschreiber | Marc Gicquel Mihail Juzsnij James Blake Florian Mayer                           |
| június 11. | Gerry Weber Open Halle, Németország International Series $800,000                   | Aspelin / Knowle 6-4, 7-6(5)                     | Santoro / Zimonjić  | Jarkko Nieminen Philipp Kohlschreiber | Marc Gicquel Mihail Juzsnij James Blake Florian Mayer                           |
| június 11. | Queen's Club Championships London, Egyesült Királyság International Series $800,000 | Andy Roddick 4-6, 7-6(7), 7-6(2)                 | Nicolas Mahut       | Arnaud Clément Dmitrij Turszunov      | Rafael Nadal Ivo Karlović Fernando González Marin Čilić                         |
| június 11. | Queen's Club Championships London, Egyesült Királyság International Series $800,000 | Knowles / Nestor 7-6(4), 7-5                     | B. Bryan / M. Bryan | Arnaud Clément Dmitrij Turszunov      | Rafael Nadal Ivo Karlović Fernando González Marin Čilić                         |
| június 18. | Ordina Open 's-Hertogenbosch, Hollandia International Series $416,000               | Ivan Ljubičić 7-6(5), 4-6, 7-6(4)                | Peter Wessels       | Anthony Dupuis Julien Benneteau       | Tommy Robredo Benjamin Becker Michael Berrer Janko Tipsarević                   |
| június 18. | Ordina Open 's-Hertogenbosch, Hollandia International Series $416,000               | Coetzee / Wassen 3-6, 7-6(5), 12-10              | Damm / Pedzs        | Anthony Dupuis Julien Benneteau       | Tommy Robredo Benjamin Becker Michael Berrer Janko Tipsarević                   |
| június 18. | Nottingham Open Nottingham, Egyesült Királyság International Series $416,000        | Ivo Karlović 3-6, 6-4, 6-4                       | Arnaud Clément      | Jonas Björkman Dmitrij Turszunov      | Richard Gasquet Paul-Henri Mathieu Juan Martin Del Potro Guillermo García López |
| június 18. | Nottingham Open Nottingham, Egyesült Királyság International Series $416,000        | Butorac / J. Murray 4-6, 6-3, 10-5               | Goodall / Hutchins  | Jonas Björkman Dmitrij Turszunov      | Richard Gasquet Paul-Henri Mathieu Juan Martin Del Potro Guillermo García López |
| június 25. | Wimbledon , London, Egyesült Királyság Grand Slam $10,039,190                       | Roger Federer 7-6(7), 4-6, 7-6(3), 2-6, 6-2      | Rafael Nadal        | Richard Gasquet Novak Đoković         | Juan Carlos Ferrero Andy Roddick Márkosz Pagdatísz Tomáš Berdych                |
| június 25. | Wimbledon , London, Egyesült Királyság Grand Slam $10,039,190                       | Clément / Llodra 6-7(5), 6-3, 6-4, 6-4           | B. Bryan / M. Bryan | Richard Gasquet Novak Đoković         | Juan Carlos Ferrero Andy Roddick Márkosz Pagdatísz Tomáš Berdych                |
| június 25. | Wimbledon , London, Egyesült Királyság Grand Slam $10,039,190                       | Vegyes páros: J. Murray / Janković 6-4, 3-6, 6-1 | Björkman / Molik    | Richard Gasquet Novak Đoković         | Juan Carlos Ferrero Andy Roddick Márkosz Pagdatísz Tomáš Berdych                |

### Július
| Időpont    | Torna                                                                                                   | Győztes                               | Ellenfél a döntőben     | Elődöntősök                        | Negyeddöntősök                                                     |
| ---------- | --- | ------------------------------------- | ----------------------- | ---------------------------------- | ------------------------------------------------------------------ |
| július 9.  | Allianz Suisse Open Gstaad Gstaad, Svájc International Series $496,000                                  | Paul-Henri Mathieu 6-7(1), 6-4, 7-5   | Andreas Seppi           | Radek Štěpánek Igor Andrejev       | Gaël Monfils Marc Gicquel Richard Gasquet Martín Vassallo Argüello |
| július 9.  | Allianz Suisse Open Gstaad Gstaad, Svájc International Series $496,000                                  | Čermák / Vízner 7-5, 5-7, 10-7        | Gicquel / Serra         | Radek Štěpánek Igor Andrejev       | Gaël Monfils Marc Gicquel Richard Gasquet Martín Vassallo Argüello |
| július 9.  | Campbell's Hall of Fame Championships Newport, Amerikai Egyesült Államok International Series $416,000  | Fabrice Santoro 6-4, 6-4              | Nicolas Mahut           | Dick Norman Wesley Moodie          | Iszámul-Hak Kuraisi Prakash Amritraj Mischa Zverev Vincent Spadea  |
| július 9.  | Campbell's Hall of Fame Championships Newport, Amerikai Egyesült Államok International Series $416,000  | Kerr / Thomas 6-3, 7-5                | Healey / Kunyicin       | Dick Norman Wesley Moodie          | Iszámul-Hak Kuraisi Prakash Amritraj Mischa Zverev Vincent Spadea  |
| július 9.  | Swedish Open Båstad, Svédország International Series $416,000                                           | David Ferrer 6-1, 6-2                 | Nicolás Almagro         | Carlos Moyà Filippo Volandri       | Luis Horna Robin Söderling Olivier Rochus Gilles Simon             |
| július 9.  | Swedish Open Båstad, Svédország International Series $416,000                                           | Aspelin / Knowle 6-2, 6-4             | García / Prieto         | Carlos Moyà Filippo Volandri       | Luis Horna Robin Söderling Olivier Rochus Gilles Simon             |
| július 16. | Mercedes Cup Stuttgart, Németország International Series Gold $757,000                                  | Rafael Nadal 6-4, 7-5                 | Stanislas Wawrinka      | Feliciano López Juan Ignacio Chela | Juan Mónaco Juan Carlos Ferrero Fernando Verdasco Jiří Vaněk       |
| július 16. | Mercedes Cup Stuttgart, Németország International Series Gold $757,000                                  | Čermák / Friedl 6-4, 6-4              | García López / Verdasco | Feliciano López Juan Ignacio Chela | Juan Mónaco Juan Carlos Ferrero Fernando Verdasco Jiří Vaněk       |
| július 16. | Countrywide Classic Los Angeles, Amerikai Egyesült Államok International Series $525,000                | Radek Štěpánek 7-6(7), 5-7, 6-2       | James Blake             | Nicolas Kiefer Lee Hyung-taik      | Zack Fleishman Michael Berrer Marat Szafin Vincent Spadea          |
| július 16. | Countrywide Classic Los Angeles, Amerikai Egyesült Államok International Series $525,000                | B. Bryan / M. Bryan 7-6(5), 6-2       | Lipsky / Martin         | Nicolas Kiefer Lee Hyung-taik      | Zack Fleishman Michael Berrer Marat Szafin Vincent Spadea          |
| július 16. | Dutch Open Amersfoort, Hollandia International Series $416,000                                          | Steve Darcis 6-1, 7-6(1)              | Werner Eschauer         | Robin Haase Mihail Juzsnij         | Florent Serra Carlos Moyà Igor Andrejev Jevgenyij Koroljov         |
| július 16. | Dutch Open Amersfoort, Hollandia International Series $416,000                                          | Brzezicki / Guzmán 6-2, 6-0           | Haase / Wassen          | Robin Haase Mihail Juzsnij         | Florent Serra Carlos Moyà Igor Andrejev Jevgenyij Koroljov         |
| július 23. | Austrian Open Kitzbühel, Ausztria International Series Gold $1,068,000                                  | Juan Mónaco 5-7, 6-3, 6-4             | Potito Starace          | Fernando Verdasco Agustín Calleri  | Tommy Robredo Sergio Roitman Andreas Seppi Nicolás Lapentti        |
| július 23. | Austrian Open Kitzbühel, Ausztria International Series Gold $1,068,000                                  | Horna / Starace 7-6(4), 7-6(5)        | Behrend / Kas           | Fernando Verdasco Agustín Calleri  | Tommy Robredo Sergio Roitman Andreas Seppi Nicolás Lapentti        |
| július 23. | Indianapolis Tennis Championships Indianapolis, Amerikai Egyesült Államok International Series $525,000 | Dmitrij Turszunov 6-4, 7-5            | Frank Dancevic          | Andy Roddick Sam Querrey           | Lee Hyung-taik Igor Kunyicin Kei Nisikori James Blake              |
| július 23. | Indianapolis Tennis Championships Indianapolis, Amerikai Egyesült Államok International Series $525,000 | Del Potro / Parrott 3-6, 6-2, 10-6    | Gabasvili / Karlović    | Andy Roddick Sam Querrey           | Lee Hyung-taik Igor Kunyicin Kei Nisikori James Blake              |
| július 23. | Croatia Open Umag Umag, Horvátország International Series $416,000                                      | Carlos Moyà 6-4, 6-2                  | Andrei Pavel            | Viktor Troicki Guillermo Cañas     | Carlos Berlocq Filippo Volandri David Ferrer Gilles Simon          |
| július 23. | Croatia Open Umag Umag, Horvátország International Series $416,000                                      | Dlouhý / Mertiňák 6-1, 6-1            | Levinský / Škoch        | Viktor Troicki Guillermo Cañas     | Carlos Berlocq Filippo Volandri David Ferrer Gilles Simon          |
| július 30. | Legg Mason Tennis Classic Washington, D.C., Amerikai Egyesült Államok International Series $600,000     | Andy Roddick 6-4, 7-6(4)              | John Isner              | Ivo Karlović Gaël Monfils          | Lee Hyung-taik Paul Capdeville Marat Szafin Tommy Haas             |
| július 30. | Legg Mason Tennis Classic Washington, D.C., Amerikai Egyesült Államok International Series $600,000     | B. Bryan / M. Bryan 7-6(5), 3-6, 10-7 | Erlich / Ram            | Ivo Karlović Gaël Monfils          | Lee Hyung-taik Paul Capdeville Marat Szafin Tommy Haas             |
| július 30. | Orange Prokom Open Sopot, Lengyelország International Series $500,000                                   | Tommy Robredo 7-5, 6-0                | José Acasuso            | Álbert Montañés Gilles Simon       | Martín Vassallo Argüello Florian Mayer Igor Andrejev Stefan Koubek |
| július 30. | Orange Prokom Open Sopot, Lengyelország International Series $500,000                                   | Fyrstenberg / Matkowski 6-1, 6-1      | García / Prieto         | Álbert Montañés Gilles Simon       | Martín Vassallo Argüello Florian Mayer Igor Andrejev Stefan Koubek |

### Augusztus
| Időpont       | Torna                                                                               | Győztes                                    | Ellenfél a döntőben     | Elődöntősök                        | Negyeddöntősök                                                  |
| ------------- | ----------------------------------------------------------------------------------- | ------------------------------------------ | ----------------------- | ---------------------------------- | --------------------------------------------------------------- |
| augusztus 6.  | Canada Masters Montréal, Kanada Masters Series $2,450,000                           | Novak Đoković 7-6(2), 2-6, 7-6(2)          | Roger Federer           | Radek Štěpánek Rafael Nadal        | Lleyton Hewitt Nyikolaj Davigyenko Andy Roddick Frank Dancevic  |
| augusztus 6.  | Canada Masters Montréal, Kanada Masters Series $2,450,000                           | Bhupathi / Vízner 6-4, 6-4                 | Hanley / Ullyett        | Radek Štěpánek Rafael Nadal        | Lleyton Hewitt Nyikolaj Davigyenko Andy Roddick Frank Dancevic  |
| augusztus 13. | Cincinnati Masters Cincinnati, Amerikai Egyesült Államok Masters Series $2,450,000  | Roger Federer 6-1, 6-4                     | James Blake             | Lleyton Hewitt Nyikolaj Davigyenko | Nicolás Almagro Carlos Moyà David Ferrer Sam Querrey            |
| augusztus 13. | Cincinnati Masters Cincinnati, Amerikai Egyesült Államok Masters Series $2,450,000  | Erlich / Ram 4-6, 6-3, 13-11               | B. Bryan / M. Bryan     | Lleyton Hewitt Nyikolaj Davigyenko | Nicolás Almagro Carlos Moyà David Ferrer Sam Querrey            |
| augusztus 20. | Pilot Pen Tennis New Haven, Amerikai Egyesült Államok International Series $675,000 | James Blake 7-5, 6-4                       | Mardy Fish              | Paul-Henri Mathieu Ivo Karlović    | Gilles Simon Fernando Verdasco Igor Andrejev Stanislas Wawrinka |
| augusztus 20. | Pilot Pen Tennis New Haven, Amerikai Egyesült Államok International Series $675,000 | Bhupathi / Zimonjić 6-3, 6-3               | Fyrstenberg / Matkowski | Paul-Henri Mathieu Ivo Karlović    | Gilles Simon Fernando Verdasco Igor Andrejev Stanislas Wawrinka |
| augusztus 27. | US Open New York, Amerikai Egyesült Államok Grand Slam $8,848,000                   | Roger Federer 7-6(4), 7-6(2), 6-4          | Novak Đoković           | Nyikolaj Davigyenko David Ferrer   | Andy Roddick Tommy Haas Carlos Moyà Juan Ignacio Chela          |
| augusztus 27. | US Open New York, Amerikai Egyesült Államok Grand Slam $8,848,000                   | Aspelin / Knowle 7-5, 6-4                  | Dlouhý / Vízner         | Nyikolaj Davigyenko David Ferrer   | Andy Roddick Tommy Haas Carlos Moyà Juan Ignacio Chela          |
| augusztus 27. | US Open New York, Amerikai Egyesült Államok Grand Slam $8,848,000                   | Vegyes páros: Mirni / Azarenka 6-4, 7-6(6) | Pedzs / Shaughnessy     | Nyikolaj Davigyenko David Ferrer   | Andy Roddick Tommy Haas Carlos Moyà Juan Ignacio Chela          |

### Szeptember
| Időpont        | Torna                                                                       | Győztes                                        | Ellenfél a döntőben | Elődöntősök                      | Negyeddöntősök                                              |
| -------------- | --------------------------------------------------------------------------- | ---------------------------------------------- | ------------------- | -------------------------------- | ----------------------------------------------------------- |
| szeptember 10. | China Open Peking, Kína International Series $500,000                       | Fernando González 6-1, 3-6, 6-1                | Tommy Robredo       | Nicolas Kiefer Ivan Ljubičić     | Marin Čilić Igor Kunyicin Márkosz Pagdatísz Lee Hyung-taik  |
| szeptember 10. | China Open Peking, Kína International Series $500,000                       | De Voest / Fisher 6-7(3), 6-0, 10-6            | Haggard / Lu        | Nicolas Kiefer Ivan Ljubičić     | Marin Čilić Igor Kunyicin Márkosz Pagdatísz Lee Hyung-taik  |
| szeptember 10. | Open Romania Bukarest, Románia International Series $416,000                | Gilles Simon 4-6, 6-3, 6-2                     | Victor Hănescu      | Carlos Berlocq Gaël Monfils      | Jurij Szcsukin Hugo Armando Potito Starace Marc Gicquel     |
| szeptember 10. | Open Romania Bukarest, Románia International Series $416,000                | Marach / Mertiňák 7-6(2), 7-6(8)               | García / Prieto     | Carlos Berlocq Gaël Monfils      | Jurij Szcsukin Hugo Armando Potito Starace Marc Gicquel     |
| szeptember 24. | Thailand Open Bangkok, Thaiföld International Series $550,000               | Dmitrij Turszunov 6-2, 6-1                     | Benjamin Becker     | Tomáš Berdych Fernando Verdasco  | Dominik Meffert Ivo Karlović Nicolas Mahut Wang Yeu-tzuoo   |
| szeptember 24. | Thailand Open Bangkok, Thaiföld International Series $550,000               | Sa. Ratiwatana / So. Ratiwatana 3-6, 7-5, 10-7 | Llodra / Mahut      | Tomáš Berdych Fernando Verdasco  | Dominik Meffert Ivo Karlović Nicolas Mahut Wang Yeu-tzuoo   |
| szeptember 24. | Kingfisher Airlines Tennis Open Mumbai, India International Series $416,000 | Richard Gasquet 6-3, 6-4                       | Olivier Rochus      | Fabrice Santoro Rainer Schüttler | Stefan Koubek Jarkko Nieminen Nicolas Kiefer Lleyton Hewitt |
| szeptember 24. | Kingfisher Airlines Tennis Open Mumbai, India International Series $416,000 | Lindstedt / Nieminen 7-6(3), 7-6(5)            | Bopanna / Kuraisi   | Fabrice Santoro Rainer Schüttler | Stefan Koubek Jarkko Nieminen Nicolas Kiefer Lleyton Hewitt |

### Október
| Időpont     | Torna                                                                          | Győztes                          | Ellenfél a döntőben     | Elődöntősök                        | Negyeddöntősök                                                         |
| ----------- | ------------------------------------------------------------------------------ | -------------------------------- | ----------------------- | ---------------------------------- | ---------------------------------------------------------------------- |
| október 1.  | Open de Moselle Metz, Franciaország International Series $416,000              | Tommy Robredo 0-6, 6-2, 6-3      | Andy Murray             | Nicolas Mahut Guillermo Cañas      | Sébastien Grosjean Igor Andrejev Jo-Wilfried Tsonga Jevgenyij Koroljov |
| október 1.  | Open de Moselle Metz, Franciaország International Series $416,000              | Clément / Llodra 6-1, 6-4        | Fyrstenberg / Matkowski | Nicolas Mahut Guillermo Cañas      | Sébastien Grosjean Igor Andrejev Jo-Wilfried Tsonga Jevgenyij Koroljov |
| október 1.  | Japan Open Tokió, Japán International Series Gold $832,000                     | David Ferrer 6-1, 6-2            | Richard Gasquet         | Ivo Karlović Tomáš Berdych         | Feliciano López Lleyton Hewitt Dudi Sela Fernando Verdasco             |
| október 1.  | Japan Open Tokió, Japán International Series Gold $832,000                     | Kerr / Lindstedt 6-4, 6-4        | Dancevic / Huss         | Ivo Karlović Tomáš Berdych         | Feliciano López Lleyton Hewitt Dudi Sela Fernando Verdasco             |
| október 7.  | BA-CA TennisTrophy Bécs, Ausztria International Series Gold $755,000           | Novak Đoković 6-4, 6-0           | Stanislas Wawrinka      | Andreas Seppi Juan Carlos Ferrero  | Juan Ignacio Chela Ivan Ljubičić Feliciano López Fernando González     |
| október 7.  | BA-CA TennisTrophy Bécs, Ausztria International Series Gold $755,000           | Fyrstenberg / Matkowski 6-4, 6-2 | Behrend / Kas           | Andreas Seppi Juan Carlos Ferrero  | Juan Ignacio Chela Ivan Ljubičić Feliciano López Fernando González     |
| október 7.  | Stockholm Open Stockholm, Svédország International Series $800,000             | Ivo Karlović 6-3, 3-6, 6-1       | Thomas Johansson        | James Blake Tommy Haas             | Jarkko Nieminen Mario Ančić Juan Mónaco Arnaud Clément                 |
| október 7.  | Stockholm Open Stockholm, Svédország International Series $800,000             | Björkman / Mirni 6-4, 6-4        | Clément / Llodra        | James Blake Tommy Haas             | Jarkko Nieminen Mario Ančić Juan Mónaco Arnaud Clément                 |
| október 8.  | Kremlin Cup Moszkva, Oroszország International Series $1,000,000               | Nyikolaj Davigyenko 7-5, 7-6(9)  | Paul-Henri Mathieu      | Janko Tipsarević Michael Berrer    | Igor Andrejev Radek Štěpánek Florent Serra Philipp Kohlschreiber       |
| október 8.  | Kremlin Cup Moszkva, Oroszország International Series $1,000,000               | Szafin / Turszunov 6-4, 6-2      | Cibulec / Zovko         | Janko Tipsarević Michael Berrer    | Igor Andrejev Radek Štěpánek Florent Serra Philipp Kohlschreiber       |
| október 15. | Madrid Masters Madrid, Spanyolország Masters Series $2,450,000                 | David Nalbandian 1-6, 6-3, 6-3   | Roger Federer           | Nicolas Kiefer Novak Đoković       | Feliciano López Fernando González Mario Ančić Rafael Nadal             |
| október 15. | Madrid Masters Madrid, Spanyolország Masters Series $2,450,000                 | B. Bryan / M. Bryan 6-3, 7-6(4)  | Fyrstenberg / Matkowski | Nicolas Kiefer Novak Đoković       | Feliciano López Fernando González Mario Ančić Rafael Nadal             |
| október 22. | St. Petersburg Open Szentpétervár, Oroszország International Series $1,000,000 | Andy Murray 6-2, 6-3             | Fernando Verdasco       | Marin Čilić Mihail Juzsnij         | Ernests Gulbis Potito Starace Philipp Kohlschreiber Dmitrij Turszunov  |
| október 22. | St. Petersburg Open Szentpétervár, Oroszország International Series $1,000,000 | Nestor / Zimonjić 6-1, 7-6(3)    | Melzer / Perry          | Marin Čilić Mihail Juzsnij         | Ernests Gulbis Potito Starace Philipp Kohlschreiber Dmitrij Turszunov  |
| október 22. | Grand Prix de Tennis de Lyon Lyon, Franciaország International Series $800,000 | Sébastien Grosjean 7-6(5), 6-4   | Marc Gicquel            | Jo-Wilfried Tsonga Alejandro Falla | Julien Benneteau Olivier Rochus Ivan Ljubičić Diego Hartfield          |
| október 22. | Grand Prix de Tennis de Lyon Lyon, Franciaország International Series $800,000 | Grosjean / Tsonga 6-4, 6-3       | Kubot / Zovko           | Jo-Wilfried Tsonga Alejandro Falla | Julien Benneteau Olivier Rochus Ivan Ljubičić Diego Hartfield          |
| október 22. | Davidoff Swiss Indoors Bázel, Svájc International Series $1,000,000            | Roger Federer 6-3, 6-4           | Jarkko Nieminen         | Ivo Karlović Márkosz Pagdatísz     | Nicolas Kiefer Tomáš Berdych Paul-Henri Mathieu Fernando González      |
| október 22. | Davidoff Swiss Indoors Bázel, Svájc International Series $1,000,000            | B. Bryan / M. Bryan 6-1, 6-1     | Blake / Knowles         | Ivo Karlović Márkosz Pagdatísz     | Nicolas Kiefer Tomáš Berdych Paul-Henri Mathieu Fernando González      |
| október 28. | Paris Masters Párizs, Franciaország Masters Series $2,450,000                  | David Nalbandian 6-4, 6-0        | Rafael Nadal            | Richard Gasquet Márkosz Pagdatísz  | David Ferrer Andy Murray Tommy Robredo Mihail Juzsnij                  |
| október 28. | Paris Masters Párizs, Franciaország Masters Series $2,450,000                  | B. Bryan / M. Bryan 6-3, 7-6(4)  | Nestor / Zimonjić       | Richard Gasquet Márkosz Pagdatísz  | David Ferrer Andy Murray Tommy Robredo Mihail Juzsnij                  |

### November
| Időpont      | Torna                                                          | Győztes                     | Ellenfél a döntőben | Elődöntősök               | A csoportkörben kiesettek                                           |
| ------------ | -------------------------------------------------------------- | --------------------------- | ------------------- | ------------------------- | ------------------------------------------------------------------- |
| november 11. | Tennis Masters Cup Sanghaj, Kína Tennis Masters Cup $4,450,000 | Roger Federer 6-2, 6-3, 6-2 | David Ferrer        | Rafael Nadal Andy Roddick | Novak Đoković Nyikolaj Davigyenko Richard Gasquet Fernando González |
| november 11. | Tennis Masters Cup Sanghaj, Kína Tennis Masters Cup $4,450,000 | Knowles / Nestor 6-2, 6-3   | Aspelin / Knowle    | Rafael Nadal Andy Roddick | Novak Đoković Nyikolaj Davigyenko Richard Gasquet Fernando González |

## Lásd még
- Association of Tennis Professionals
- 2007-es WTA szezon
- Grand Slam-tornák
- ATP Masters Series
- ATP International Series Gold
- ATP International Series